# Virgilia Braniște
Virgilia Braniște (n. 17/29 noiembrie 1885, Miercurea Sibiului, Comitatul Sibiu, Austro-Ungaria – d. 31 iulie 1969, Brașov, România), a fost o soră de caritate din România, cu o activitate prodigioasă în timpul celor două războaie mondiale.

## Familia
Virgilia, născută la Miercurea Sibiului, Comitatul Sibiu, Austro-Ungaria în data de 17/29 noiembrie 1885, a fost mezina familiei, fiind al șaselea copil al lui Moise Braniște și al Mariei Vlad.
Tatăl, Moise Braniște, fiu de țăran din comuna Merghindeal, Comitatul Târnava-Mare, absolvent al Academiei de Drept din Sibiu, cel care a adaptat  stenografia germană Gabelsberger pentru limba română, a fost printre altele stenograf al Dietei Transilvaniei în perioada când aceasta a fost convocată la Sibiu între anii 1863 și 1865 (Dieta de la Sibiu); a fost grefier, judecător, subpretor la Săliștea Sibiului, Tălmaciu, Sibiu, apoi pretor la Sibiu și ulterior primpretor la Miercurea Sibiului.
Mama, Maria n. Vlad, a fost fiica preotului unit Pavel Vlad, din Șialdorf (corect Schaldorf, azi comuna Mihăileni, Sibiu) lângă Șeica Mare, de pe Valea Buii.
Cei doi frați mai mari, Valeriu Braniște și Victor Braniște, cărturari și ziariști, au militat pentru drepturile românilor ardeleni și pentru unirea Transilvaniei cu România.
După moartea tatălui lor Moise Braniște în 1891, familia s-a mutat la Brașov, unde Virgilia a urmat toate cursurile școlare.

## Cariera

### Primul Război Mondial
La Brașov s-a aflat și la începutul Primului Război Mondial, când românii din Transilvania luptau pe fronturile austro-ungare și numeroși răniți erau dirijați spre spitalele militare din Brașov. Animată de dorința de a-și ajuta compatrioții, Virgilia Braniște s-a angajat ca soră de caritate la Crucea Roșie din Brașov. Impresionată de suferințele soldaților răniți, ea s-a instruit și perfecționat în activitatea de soră medicală, pentru a putea să fie cât mai folositoare în sălile de operație și la patul bolnavilor.
Documente de arhivă ale vremii păstrează mărturii scrise de la răniții pe care i-a îngrijit, care au ținut să își arate recunoștința pentru dăruirea și competența cu care Virgilia i-a îngrijit.
Pentru activitatea desfășurată în acea perioadă la Crucea Roșie austro-ungară în spitalele militare din Brașov, Virgilia Braniște a fost decorată cu Ordinul Crucii Roșii - Medalia de argint pentru merite („Silberne Ehrenmedaille mit Kriegsdekoration”).

Virgilia Braniște

După intrarea trupelor române in Brașov (16/29 august 1916), Virgilia Braniște a intrat în serviciul armatei române, îngrijind răniții din rândul armatei române în aceleași spitale brașovene, ca mai apoi să urmeze traiectul de retragere al acesteia spre Moldova, până la Bacău. În toată această perioadă, ea a avut-o ca prietenă și colegă de muncă pe o altă tânără brașoveancă, Maria Oncioiu, împreună cu care s-a bucurat de apreciere și recunoștință pentru faptele lor. Virgilia Braniște a participat la bătălia de la Mărășești, în calitate de  soră de caritate, ajutând la evacuarea răniților și a bolnavilor de tifos exantematic spre spitalele din Bacău. Așa a ajuns să contacteze și ea tifosul, de care a suferit multe luni.
Tot la Bacău, în 1917, în spitalul-lazaret, ea l-a întâlnit pe viitorul ei soț, doctorul Pompiliu Nistor, medic patriot român. Cei doi au fost cununați de medicul chirurg Iacob Iacobovici, întemeietorul chirurgiei științifice românești transilvănene, stabilindu-se după război inițial la Zărnești, iar din 1930 la Brașov.
Pentru meritele deosebite din anii războiului de eliberare și întregire națională, Virgilia Braniște a mai fost decorată, pe lângă medalia austriacă menționată, cu următoarele decorații românești: Ordinul „Crucea Regina Maria” clasa 1, la 22 martie 1917, prin decretul 242, brevetul nr. 2, al regelui Ferdinand „dat manu proprie de M.S. Regele Ferdinand pe când era bolnavă de (tifos) exantematic”; Crucea „Meritul Sanitar” clasa 1, la 11 mai 1933 prin decretul regal 1417 și Medalia „Ferdinand I”, la 28 octombrie 1933, prin decretul nr. 2675 al regelui Carol al II-lea.

### Al Doilea Război Mondial
Mai târziu, în anii participării României la cel de-Al Doilea Război Mondial, Virgilia Braniște, acum Virgilia (Virginia) Nistor, în calitatea ei de vicepreședintă a filialei Brașov a Crucii Roșii, a fost mobilizată pe loc în serviciul Crucii Roșii. Ea a condus, ca delegată a Crucii Roșii, cursuri de infirmiere la spitalul Mârzescu din Brașov în cursul anului 1941, a funcționat până în februarie 1942 ca soră-șefă la spitalul nou creat în zona interioară nr. 162 din Brașov, a condus un curs de alfabetizare cu răniți în cadrul spitalului și a continuat să fie activă și să ajute până la sfârșitul războiului.

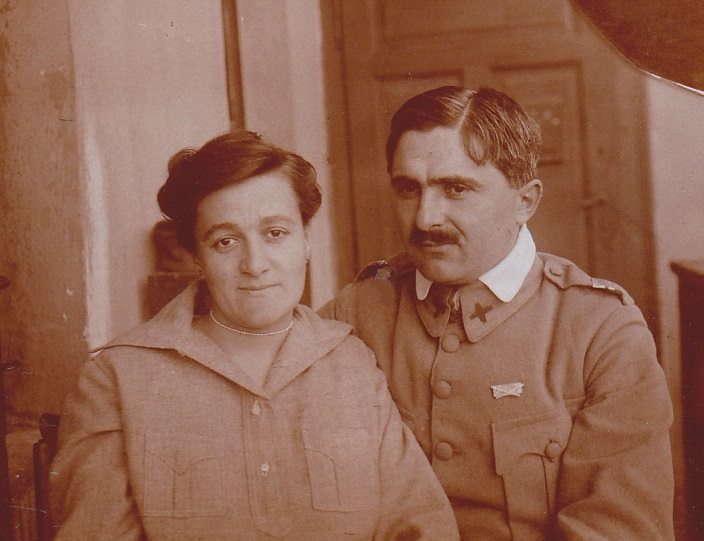
Virgilia Braniște și soțul său dr. Pompiliu Nistor la sfârșitul primului război mondial (1918)

În anul 1943 a fost din nou decorată cu Crucea „Meritul Sanitar” clasa 1 și „Medalia Crucii Roșii”.

## Ultimii ani
A încetat din viață la 31 iulie 1969, la Brașov și a fost înmormântată în cimitirul bisericii ortodoxe române „Adormirea Maicii Domnului” (Brașovul Vechi) din Brașov.